# August von Janson
Rudolf August von Janson, född 1844, död 1917, var en tysk militär och författare.
Janson blev officer vid infanteriet 1862, generalstabsofficer 1872, överste 1889, generalmajor 1892, generallöjtnant och fördelningschef 1899 samt general av infanteriet 1917. Janson deltog med utmärkelse i tyska enhetskriget och tysk-franska kriget, och blev under det senare svårt sårad i slaget vid Wörth. Han var en synnerligen flitig militär författare och utgav bland annat Der Dienst des Truppengeneralstabes im Frieden (2:a upplagan 1901), Geschichte des Feldzuges 1814 in Frankreich (2 band, 1903-05), Das Zusammenwirken von Heer und Flotte im russisch-japanischen Kriege 1904-05 (1905) samt Der Überfall über See als Feldzugseinleitung (1909).